# Karoi
Karoi – miasto w północnym Zimbabwe, w prowincji Maszona Zachodnia. Według danych na rok 2012 liczyło 26 009 mieszkańców.